# Lala Xahin
Lala Xahin Paixà o Lala Şahin Paşa (turc) fou un militar i tutor (lala) del sulta Murat I i primer beglerbegi de Rumèlia. Xahin hauria passat d'Anatòlia a Tràcia vers 1360 al costat del llavors príncep Murat, i va combatre a Bulgària on va conquerir diverses fortaleses i pobles; el 1388 va envair Bòsnia i va morir poc després.